# Tweede Oosterparkstraat 246
Tweede Oosterparkstraat 246 te Amsterdam is een gebouw aan de Tweede Oosterparkstraat in Amsterdam-Oost.
Het gebied was nog bijna niet ingericht toen in dit stukje Oosterparkbuurt een Rooms Katholiek buurtje ontstond. Eerst kwam er de Sint-Bonifatiuskerk en de bijbehorende pastorie, even later gevolgd door de katholieke school op Eikenplein 1-5. De pastorie heeft in de 21e eeuw het adres Tweede Oosterparkstraat 246 en werd in februari 1885 aanbesteed. Het RK parochiebestuur van de Heilige Bonifacius schakelde voor de drie gebouwen architect Evert Margry in. Hij kwam voor de pastorie met een gebouw met één, twee en drie bouwlagen met enerzijds een plat dak en anderzijds een puntgevel. Op een natuurstenen plint rijst de bakstenen gevel op met hier en daar een natuurstenen band of lijst.  Onder de ontlastingsbogen zijn tegelwerkjes aangebracht. Bij het grote raamvlak is een datumsteen aangebracht AD MDCCCLXXXV (1885) omringd door bloemmotieven. Op de laagbouw is een klein klokkentorentje aangebracht. Het gebouw was ingeklemd tussen kerk en school.
Bureau Monumenten & Archeologie heeft het gebouw in neogotische stijl ingedeeld in Orde 1 (bijna of monument) maar een monument is het in 2023 (nog) niet. De vermoedelijke reden daartoe is een niet oorspronkelijke dakkapel op de middenbouw. Het lot van de pastorie was wel beter dan dat van de kerk; die werd in 1984 gesloopt. In 2023 is het gebouw van de pastorie nog steeds in gebruik bij de parochiekerk.